# الناس بيزات (مسلسل)
الناس بيزات، مسلسل قطري، إنتاج 1993.

## بطولة
غانم السليطي

إبراهيم الصلال

عبد العزيز جاسم

أمينة موسى

أشرف عبد الباقي

زهير عبد الكريم

فضيلة المبشر
```
(ضيفة شرف)
```

أحلام حسن

سعيد المناعي

هلال محمد

نصر حماد

فاطمة الحوسني

ناصر محمد

هدية سعيد

جاسم الأنصاري

خالد العدساني

حمد علي

علي المالكي

مبارك الكواري

صلاح الملا

مريم سلطان

محسن جاسم

طيف

عبد الله أحمد عبد الله

سالم المنصوري